# People Can Fly
People Can Fly, zeitweise auch bekannt als Epic Games Poland, ist ein 2002 gegründeter polnischer Entwickler von Computerspielen.

## Unternehmensgeschichte
Das Unternehmen wurde im Februar 2002 unter dem Namen People Can Fly in Warschau gegründet. Der Name stammt von einem gleichnamigen Lied der GOA-Trance-Musikgruppe Astral Projection sowie aus dem Film Kalifornia, in dem die Figur Brian Kessler (David Duchovny) sagt: “When you dream there are no rules, people can fly, anything can happen.” Das erste eigene Projekt war der Ego-Shooter Painkiller. Allerdings halfen einige Mitarbeiter schon seit 1992 an Spieleentwicklungen mit. Das bekannteste davon ist Gorky 17 (Odium in den USA). Das Team besteht aus über 20 Mitarbeitern.
People Can Fly wurde im August 2007 von Epic Games aufgekauft. Im November 2013 wurde das Studio in Epic Games Poland umbenannt.
Am 24. Juni 2015 gab People Can Fly die Trennung von Epic Games und die Rückkehr zu ihrem ursprünglichen Namen bekannt.

## Entwickelte Spiele
| Jahr | Titel                          | Plattform                                                              |
| ---- | ------------------------------ | ---------------------------------------------------------------------- |
| 2004 | Painkiller                     | Windows                                                                |
| 2004 | Painkiller: Battle out of Hell | Windows                                                                |
| 2007 | Gears of War                   | Windows                                                                |
| 2011 | Bulletstorm                    | Windows, Xbox 360, PlayStation 3                                       |
| 2013 | Gears of War: Judgment         | Xbox 360                                                               |
| 2017 | Fortnite                       | Windows, macOS, PlayStation 4, Xbox One, Nintendo Switch, iOS, Android |
| 2021 | Outriders                      | Windows, PlayStation 4, PlayStation 5, Xbox One, Xbox Series, Stadia   |